# Pauline van Württemberg (1810-1856)

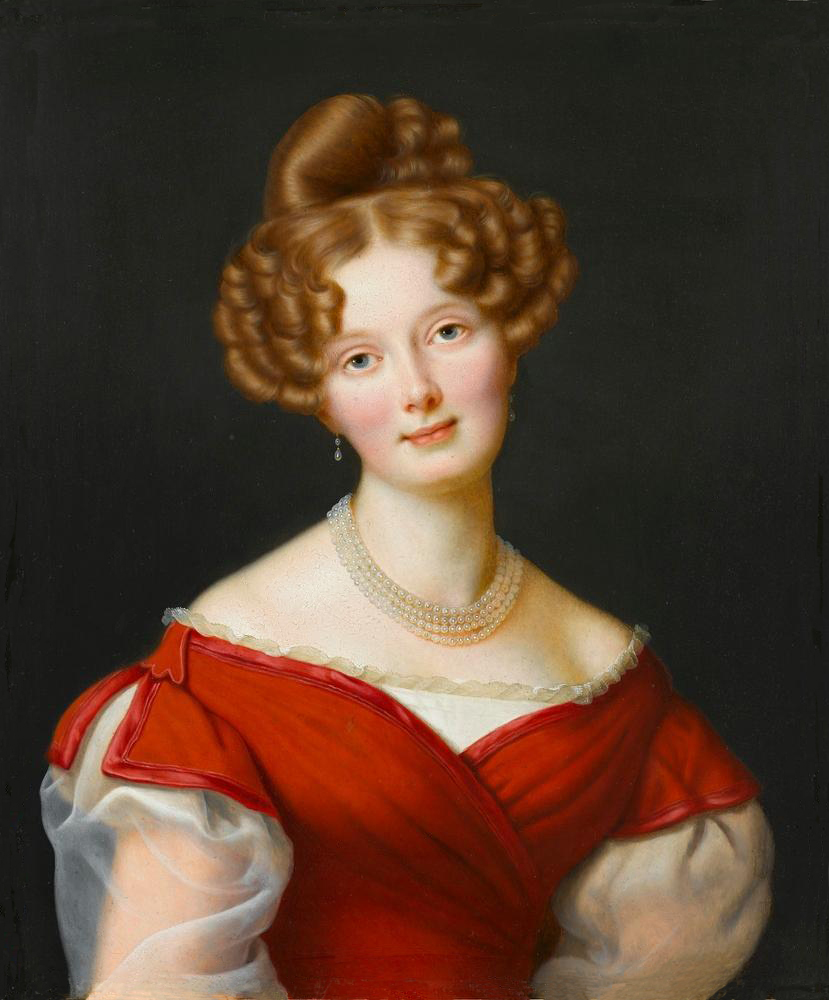
Pauline van Württemberg

Pauline Friederike Marie van Württemberg (Stuttgart, 25 februari 1810 - Wiesbaden, 7 juli 1856) was de dochter van prins Paul van Württemberg (1785-1852) (zoon van koning Frederik I van Württemberg en Augusta Caroline van Brunswijk) en Catharine Charlotte van Saksen-Hildburghausen (1787-1847) (dochter van Frederik van Saksen-Altenburg en Charlotte Georgine Louise van Mecklenburg-Strelitz (1769-1818)). 
Haar jeugd bracht Pauline aanvankelijk door in het ouderlijk huis te Cannstatt, daarna in verschillende plaatsen buiten Württemberg. Na de scheiding van haar ouders in 1818 werd ze aan het koninklijk hof te Ludwigsburg opgevoed. Op 23 april 1829 huwde zij in Stuttgart met Willem, de regerende hertog van Nassau (1792-1839) als diens tweede vrouw. De huwelijksschat aan het huis Nassau bedroeg 33.000 gulden. Zij ging met haar gemaal naar Wiesbaden.

## Kinderen
- Dochter (1830)
- Helena Wilhelmina Henriette Pauline Marianne (1831-1888), gehuwd met George Victor van Waldeck-Pyrmont, moeder van Emma van Waldeck-Pyrmont
- Nicolaas Willem (1832-1905), gehuwd met Natalja Aleksandrovna Poesjkina
- Sophia Wilhelmina Marianne Henriëtta (1836-1913), gehuwd met Oscar II van Zweden

Bron: Sönke Lorenz, Das Haus Württemberg